# Iława (województwo opolskie)
Iława (niem. Eilau) – wieś w Polsce położona w województwie opolskim, w powiecie nyskim, w gminie Nysa.
W latach 1975–1998 miejscowość administracyjnie należała do ówczesnego województwa opolskiego.
Wieś położona jest w dolinie Mory.